# محمد طه العثمان
شاعر، كاتب وناقد أدبي سوري، ورئيس اتحاد الكتاب العرب لعام 2025 ، مواليد عام 1985م، وله مؤلفات عديدة في الشعر والنقد والرواية.

## حياته
وُلد محمد العثمان في مدينة حلفايا التابعة لمحافظة حماة السورية عام 1985م.
عمل كمدرس لمادة الشعر الحديث في كلية الآداب بحماة حتى عام 2013م، وشارك في تحكيم عدة جوائز أدبية أبرزها جائزة رابطة الكتاب السوريين لعام 2022، وجائزة تلك القصص الأردنية دورة 2021، وقبلها مسابقة المتنبي لطلاب كلية الآداب في حماة عام 2013م، ومهرجان أوغاريت 2008م.
عاش تجربة الهجرة القسرية بعد انطلاق الثورة السورية، فانتقل إلى تركيا وأسس هناك مدرسة سوريانا وعمل مديراً لها، كما عمل كمسؤول تحرير في مركز حرمون للدراسات المعاصرة، ومن ثم أسس دار موزاييك للدراسات والنشر والتي أصبحت خلال فترة قصيرة من أهم دور النشر العربية العاملة من تركيا.
صدر له عدة مجموعات شعرية ورواية، إضافة إلى مؤلَّفات في النقد مع كثير من المقالات المنشورة في الصحف والمواقع المختلفة. كما كُتبت عن شعره العديد من الدراسات.

## أعماله
يتمتع محمد العثمان بثقافة أدبية موسوعية انعكست على إنتاجاته الواسعة في الشعر والنقد والرواية والمقال، ومن أهم أعماله الشعرية:
- دخان الضوء والمعنى
- سدرة الموت ..شهوة الوطن
- السرداب
- جاءت تربي الضوء
- سماء واسعة لفرح مر
- على إيقاع قامتها

ومن أعماله في النقد:
- البعد الثاني – قراءة لآفاق الشعرية العربية
- توق النص وأفق الصورة[7]
- لذة الرؤيا – المكونات السردية بين التوظيف والإيحاء

أما في الرواية، فقد صدرت له رواية وحيدة بعنوان حَرَبْلك التي نافست في جائزة كتارا للرواية العربية.

## الجوائز
- جائزة مخيم العربي للشباب عام 2003
- جائزة البحتري في منبج عام 2008
- جائزة عكاظ الشعرية عام 2011
- جائزة البردة العالمية في الشعر الفصيح 2015م[8]
- جائزة الشارقة للإبداع العربي في مجال النقد لعام 2016 عن كتاب (البعد الثاني).
- جائزة القوافي الذهبية لعام 2025 عن قصيدته عتبات من مجاز عتيق.[9]

## دراسات عن أعماله
شكّلت أعمال محمد العثمان بيئة خصبة للدراسة والتبحر واستكشاف الأنماط الشعرية والإبداعية لديه، فكُتبت عن أعماله عدة دراسات ونُشرت العديد والعديد من المقالات التي تفحص قصائده وتستخرج أشكال الإبداع فيها، ومن ذلك:
- رسالة دكتوراه بعنوان (القناع في شعر محمد طه العثمان) في جامعة مؤتة الأردنية للباحث حمادة مهل.[10]
- بحث ماجستير بعنوان (الصورة السينمائية في شعر محمد العثمان) للباحث وائل العيسى.
- دراسة للدكتور منذر عياشي عن كتاب (توق النص وأفق الصورة).
- قراءة في كتاب (توق النص وأفق الصورة)[11]، دراسة للشاعر عبد الكريم بدرخان.

## إسهاماته في الوسط الثقافي
عمل محمد طه العثمان عن طريق مؤسسته (دار موزاييك للدراسات والنشر) على الاهتمام بالوسط الشعري خاصة، فساهم في تأسيس الملتقيات والندوات الشعرية في العديد من المدن العربية، وبعض هذه الملتقيات أصبحت تُقام بشكل سنوي ويُدعى لها الشعراء من مختلف الدول العربية والعالمية، ومن هذه الملتقيات:
- مهرجان أيام الشعر في لبنان.[12]
- ملتقى الدوحة الشعري في قطر.[13]

كما أطلقت دار موزاييك مسابقتها الأولى لأفضل مجموعة شعرية عام 2024 وذلك بعد مشاركات سابقة للدار في تأسيس مسابقات مشتركة مع مؤسسات أخرى كمسابقة رابطة الكتاب السوريين للإبداع الشعري في دورتها الأولى.